# Вівтарна картина
Вівта́рна карти́на — художній твір, який установлюється у вівтарях християнських храмів, переважно католицьких.

## Еволюція

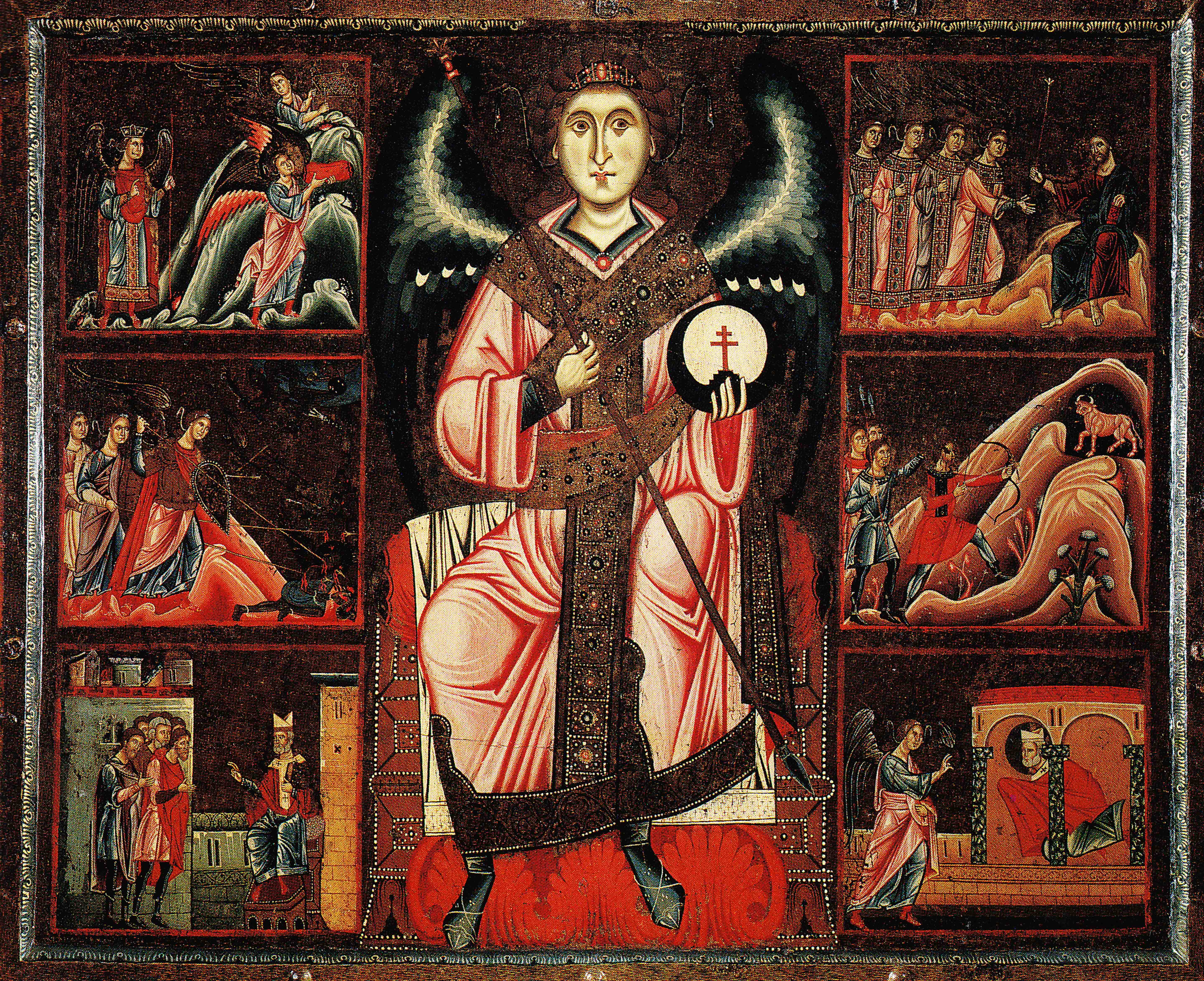
Коппо ді Марковальдо. Вівтарна картина. 1250-60гг.

Прообразом вівтарної картини був простий уступ, розташований за вівтарем (у східнослов'янській церковній термінології — престолом) і призначений для предметів літургії (канделябри, табернакль, хрести). З цієї початкової форми в епоху раннього християнства розвилася вівтарна картина. Утилітарна функція вівтаря незабаром поступилася місцем образотворчій функції — зображенню божественної присутності або святих, яка незабаром отримала широке поширення. Таким чином, вівтарна картина — це запрестольний образотворчий ансамбль. Найпростіший вівтар має вигляд прямокутного панно. Такі вівтарі існували в Італії ще в романську епоху і були написані невідомими майстрами.

### Період готики

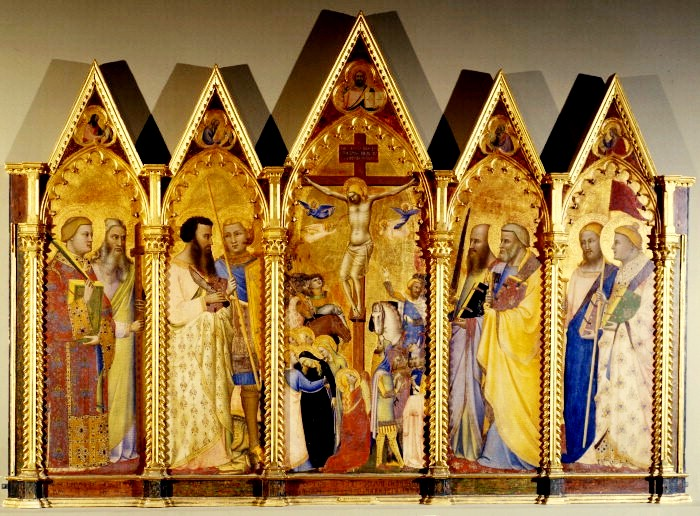
Бернардо Дадді, Поліптих, 1348; Інститут мистецтва Курто, Лондон.

У готичну епоху, особливо починаючи з XIV століття, вівтарна картина зазнала великих змін: вона набула форми стрілчастої архітектури, іноді ще просто прямокутної, але увінчаної «аркою у формі мітри». Тоді з'явилися бічні стулки, що оточують центральну картину. Так виник поліптих.
Поліптих (від дав.-гр. πολύς, дос. «багато», і πτυχή, «складка») складається з декількох рухомих або нерухомих стулок. Диптихом називають поліптих, що складається з двох стулок, триптихом — з трьох. Рухливі стулки, що закривають центральне панно, як правило, розписані з двох боків, один з яких іноді розписується в техніці гризайль. Слово «предела» (від ломб. preti, дос. «лава, дошка») позначало перше постамент, на якому стоїть вівтар, а згодом нижню частину самого вівтаря.

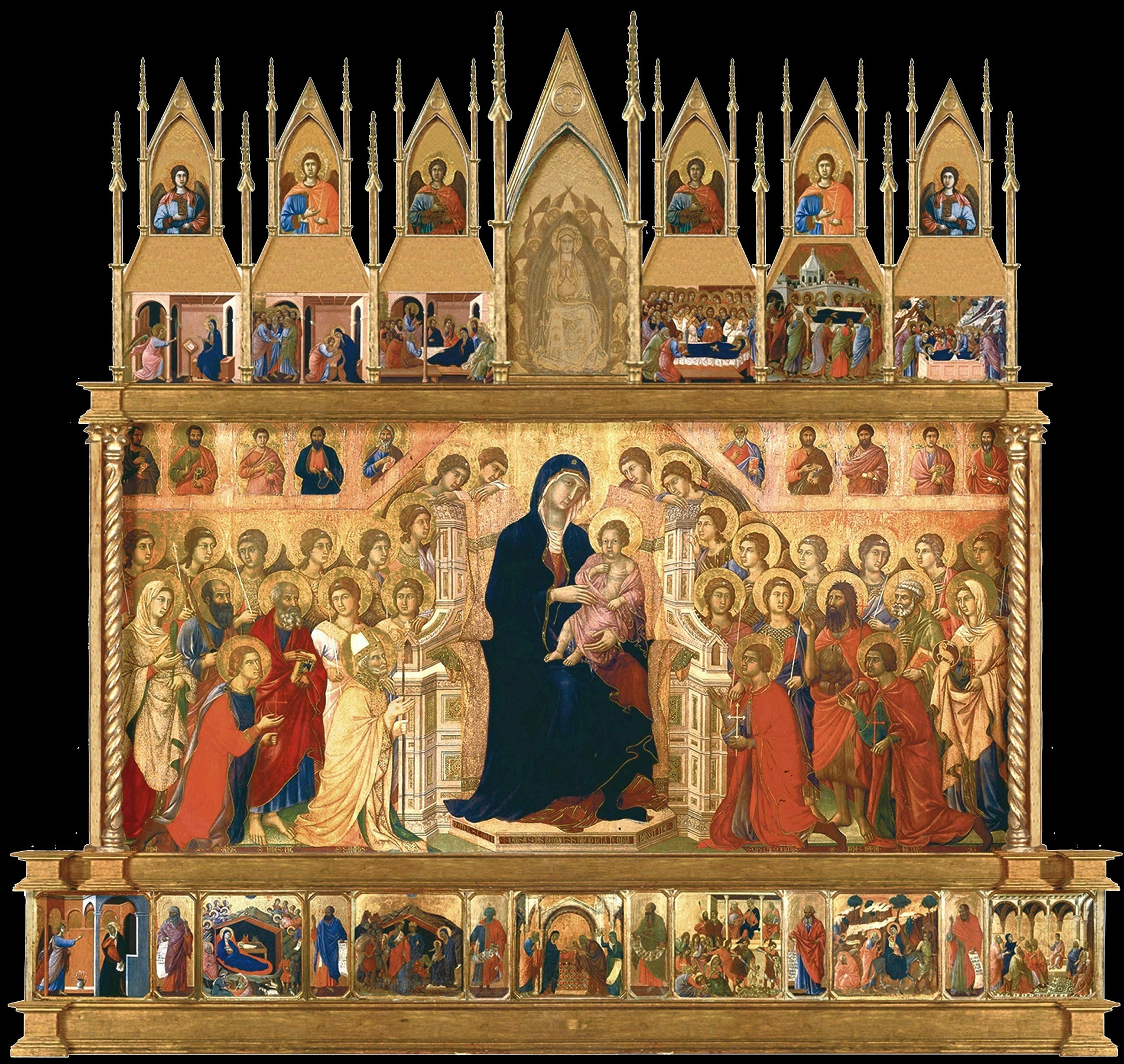
Дуччо, «Маеста», вівтарна картина з пределою. 1308—1311 рр.

Зазвичай розпис предели не залежить від зображення на самому вівтарі, але іноді є частиною нижнього регістра центрального панно. В XV столітті над верхньою частиною деяких вівтарів робили виступаючий елемент — балдахін. У XIV та XV століттях форма вівтарів варіюється в залежності від архітектури, яку вона прагне наслідувати. Фронтон може бути розірваним, або набувати форми мітри, центральне панно часто увінчується люнетом, з боків розташовуються пінаклі, а медальйони різних форм (трилисники, чотирилисники) із зображенням святих та ангелів прикрашають тимпани стрілчастих фронтонів.

### Середньовічні вівтарі
В Італії в центральній частині вівтаря, як правило, зображується Мадонна або святий покровитель, а на стулках — різні святі, сцени з життя яких поміщені в нижній частині (наприклад, «Маеста» Дуччо, XIV століття). У живописі північного Відродження, в Нідерландах і німецьких країнах, починаючи з XIV століття вівтарі складалися з безлічі рухомих стулок, що давало можливість численних комбінацій (одним з найкращих прикладів є Гентський вівтар Яна ван Ейка, закінчений в 1432 році). У Франції в ті часи головну роль відігравала Авіньйонська школа. В Іспанії вівтарна картина — це просто фронтальне, прямокутної форми панно, розташоване не ззаду, а перед престолом. 

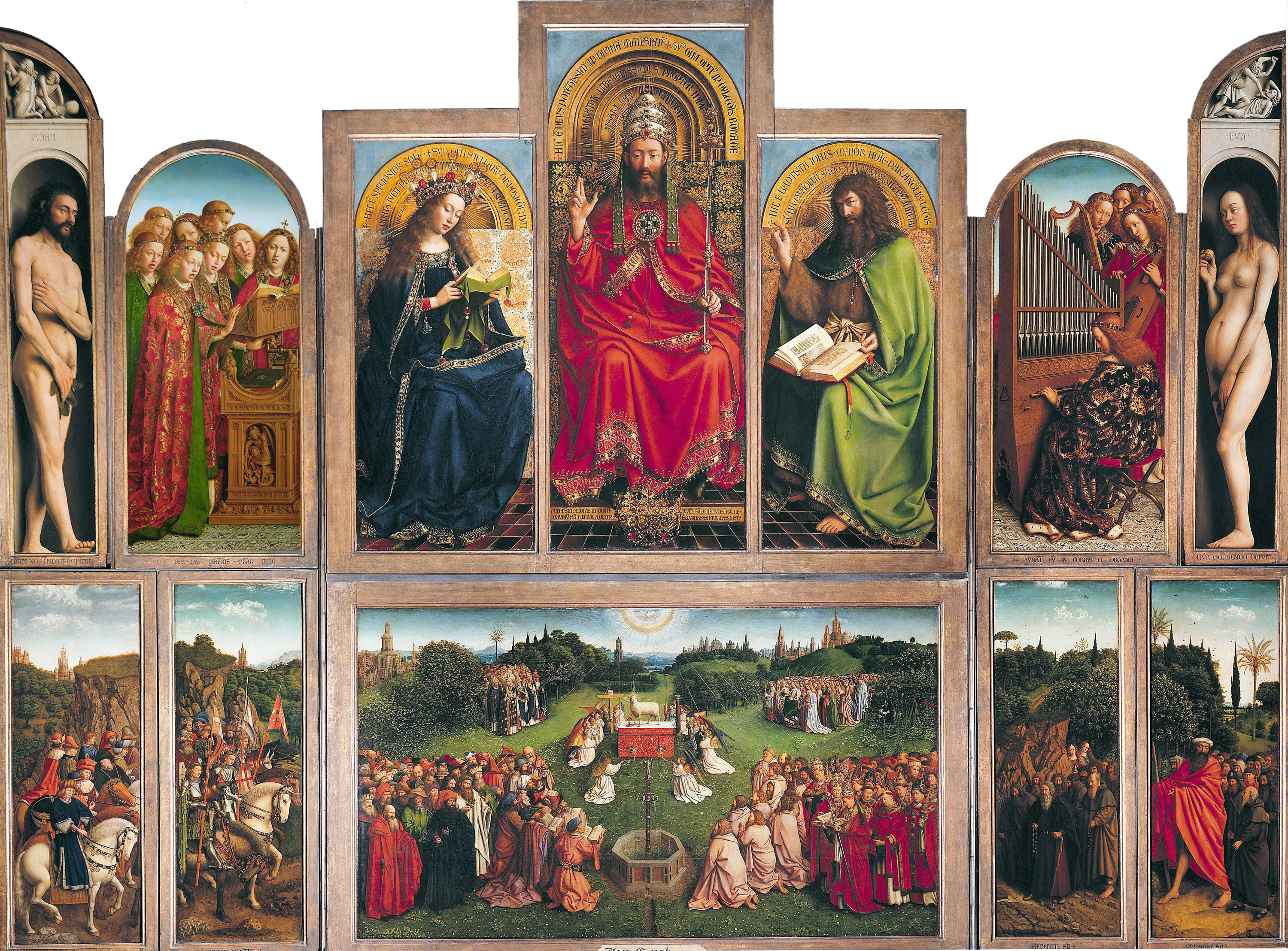
Ян ван Ейк, Гентський вівтар, 1422—1432 рр.

 Широко поширений в Каталонії в період романської епохи, цей тип вівтаря буде популярним в XIV—XV століттях, коли з'являться численні шедеври, нерідко значних розмірів, що досягають розмірів апсиди (ретабло). У Німеччині шедевр Грюневальда — Ізенгеймський вівтар — трактувався ще в готичних формах.

### Епоха Відродження

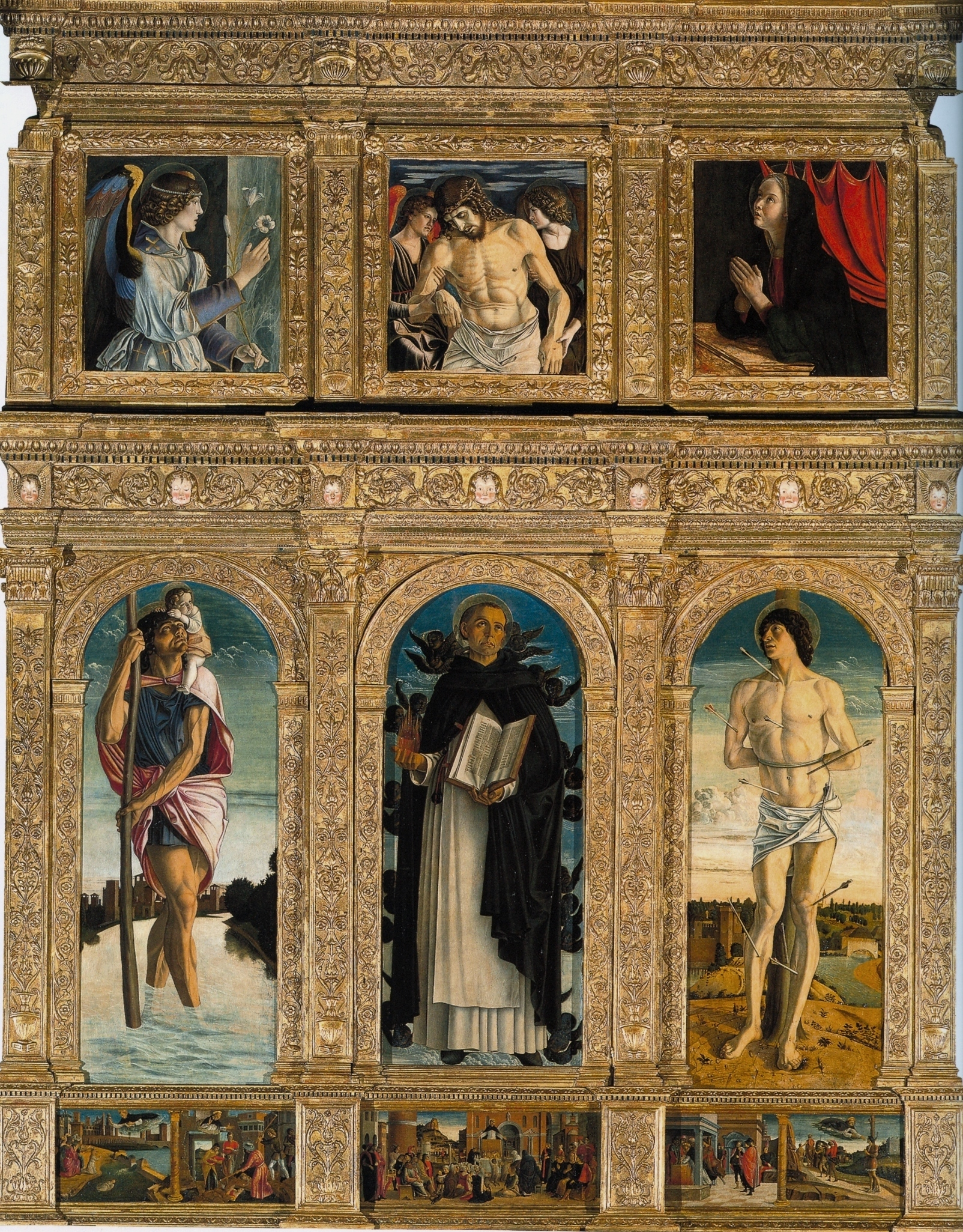
Джованні Белліні, Поліптих св. Вінцента Феррерского, 1465 р.; Венеція, ц. Санті Джованні Паоло.

В епоху Відродження структура вівтаря сильно змінюється, що пов'язано з відкриттям прямої перспективи, з новими архітектурними формами, зазначеними поверненням до античності (наприклад, монументальний поліптих Мантеньї для церкви Сан Дзено в Вероні, 1459 р.). З цього моменту до кінця XV століття тривав блискучий період в історії вівтарної картини. У Венеції цей розквіт пов'язаний з творчістю Белліні, у Феррарі — Козімо Тура, в Сансеполькро — П'єро делла Франческа, в Ломбардії — Фоппа. В XVI столітті форма вівтарів спрощується і тяжіє до простого панно, написаного не тільки на дереві, а й на полотні. У цей час з'являються шедеври Рафаеля, Тиціана, Андреа дель Сарто.

### XVII століття

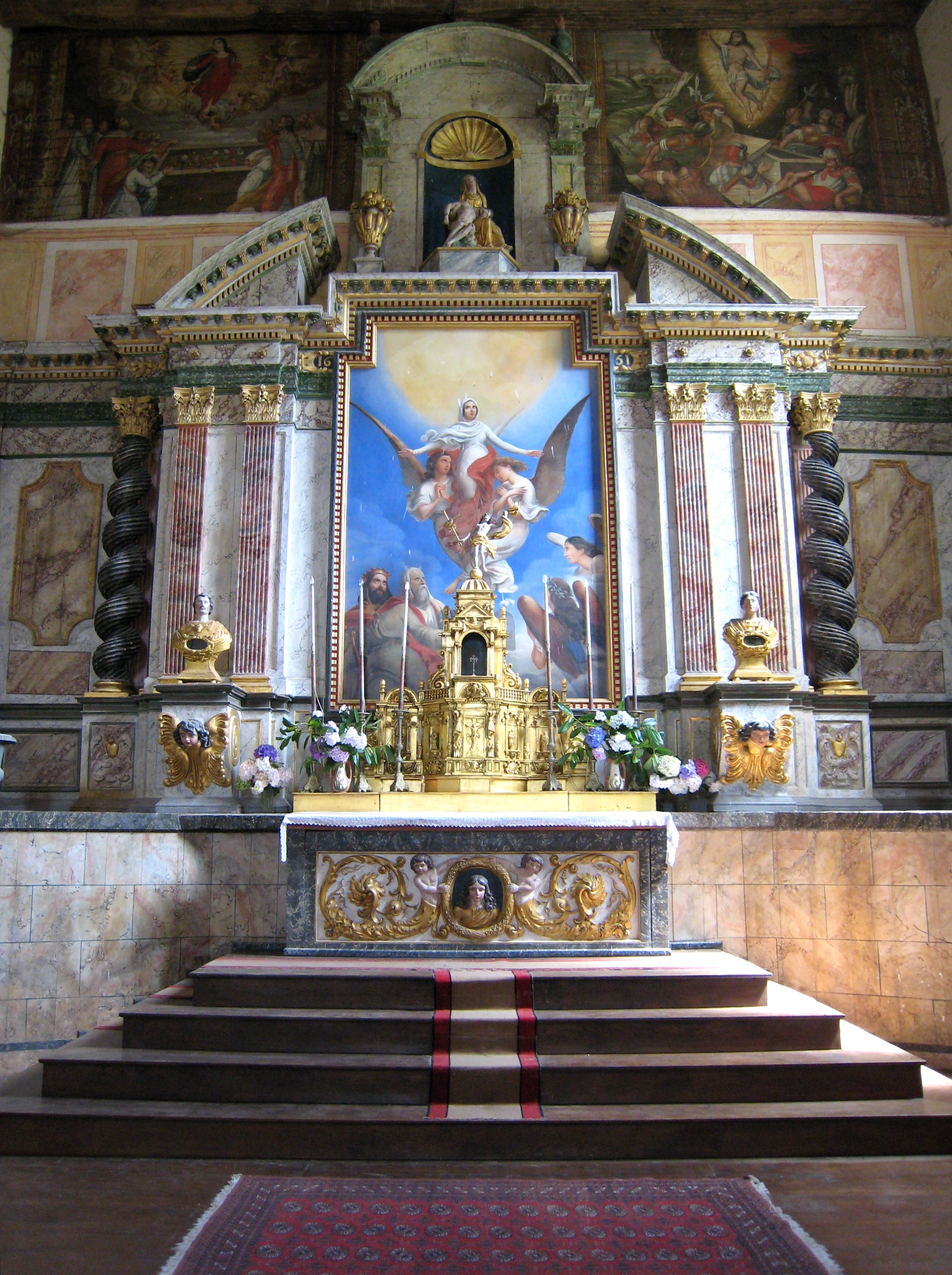
Моретермар, Франція. Вівтарна картина. XVII століття

У XVII столітті схема майже не змінюється, вівтарні картини Рубенса, Пуссена, Караваджо, братів Карраччі, Гверчіно, Сурбарана і Кано залишаються вірні готичному типу вівтаря, з розташованими один над одним регістрами. В XVIII столітті розквіт великих барокових вівтарів ще триває; в концепції вівтаря нового значення набуває архітектура, яка часом виявляється важливіше за живопис. Тьєполо у Венеції, Роттмайр та Маульперч в Австрії, Хольпер в Німеччині вважаються видатними художниками свого часу, що працювали в цьому жанрі. У XIX столітті настає захід вівтарної картини, як і релігійного живопису взагалі, що було пов'язано зі змінами в католицькій літургії. Однак у XX столітті деякі художники повернулися до форматів (Ротко) і монументальним формам (Бекман, Бекон, Сулаж) вівтарних картин.